# Мисс Вселенная Ботсвана
Мисс Вселенная Ботсвана — конкурс красоты, который впервые был проведен в Ботсване, в 1999 году, победительница которого участвует в конкурсе Мисс Вселенная. Конкурс Мисс Вселенная Ботсвана не имеет отношения к существовавшему ранее конкурсу Мисс Ботсвана.
Шейла Молелеква была избрана Мисс Вселенная Ботсвана 2012 года, состоявшемся в Габороне. Она представляла Ботсвану на конкурсе Мисс Вселенная 2012. Мисс Вселенная Ботсвана не участвовала в конкурсе Мисс Вселенная в 2005—2009 годах.

## История
Первый конкурс Мисс Вселенная Ботсвана был проведен в Габороне 19 марта 1999 года. На нём победила Мпуле Квелагобе (Мисс Ботсвана 1997) которая также победила в конкурсе Мисс Вселенная 1999, который состоялся в Тринидаде и Тобаго. Она стала первой чёрной женщиной из Африки, которая выиграла конкурс Мисс Вселенная.
Mos Syde Worldwide Entertainment Group, международная компания, расположенная в Ботсване, проводит конкурс Мисс Вселенная Ботсвана.

## Победительницы
| Год  | Имя             | Место на конкурсе Мисс Вселенная     |
| ---- | --------------- | ------------------------------------ |
| 2012 | Шейла Молелеква | Не попала в финал                    |
| 2011 | Ларона Кгабо    | Не попала в финал                    |
| 2010 | Тирело Рамаседи | Не попала в финал                    |
| 2004 | Ичо Кеолотсе    | Не попала в финал                    |
| 2001 | Матайла Сикване | Не попала в финал                    |
| 2000 | Джойс Молемоенг | Не попала в финал                    |
| 1999 | Мпуле Квелагобе | Мисс Вселенная 1999 — Победительница |

## Приммечания
1. ↑  Miss Universe Botswana 1999. Miss Universe Botswana. Дата обращения: 13 мая 2008. Архивировано из оригинала 22 мая 2013 года.